# 체라스 (쿠알라룸푸르)

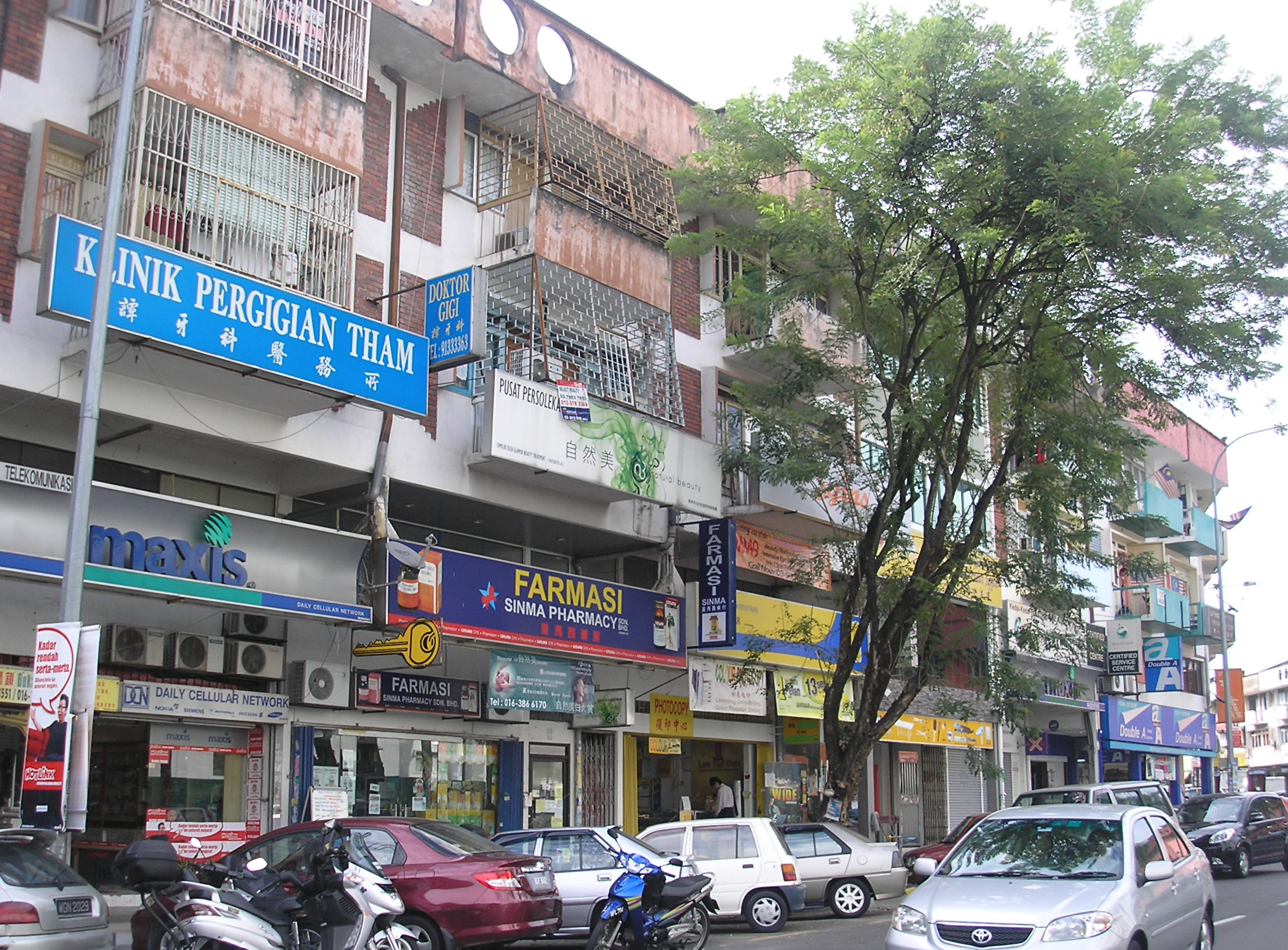

체라스(말레이어: Cheras)는 말레이시아의 수도 쿠알라룸푸르 내의 구이다. 쿠알라룸푸르 내 남동쪽에 위치하고 있다. 북쪽으로는 암팡자야, 남쪽으로는 카장과 맞닿아 있는데, 두 도시 다 수도권 신도시이다.